# Harrbådan, Karleby
Harrbådan är en landtunga i Finland.   Den ligger i landskapet Mellersta Österbotten, i den centrala delen av landet, 400 km norr om huvudstaden Helsingfors.
Terrängen inåt land är mycket platt. Havet är nära Harrbådan åt nordväst. Runt Harrbådan är det ganska tätbefolkat, med 111 invånare per kvadratkilometer. Närmaste större samhälle är Karleby, 5,7 km sydost om Harrbådan. I omgivningarna runt Harrbådan växer i huvudsak blandskog.